# Patrick Thoresen
Patrick Thoresen (ur. 7 listopada 1983 w Hamar) – norweski hokeista, reprezentant Norwegii, trzykrotny olimpijczyk.
Jego ojciec Petter (ur. 1961) i brat Steffen (ur. 1985) także zostali hokeistami.

## Kariera
- Storhamar Dragons (1999–2001)
- Moncton Wildcats (2001–2002)
- Baie-Comeau Drakkar (2002–2003)
- Mörrum GoIS (2003–2004)
- Djurgårdens IF (2004–2006)
- EC Salzburg (2006)
- Edmonton Oilers (2006)
- Wilkes-Barre/Scranton Penguins (2007)
- Springfield Falcons (2007–2008)
- Edmonton Oilers (2008)
- Philadelphia Flyers (2008)
- HC Lugano (2009–2009)
- Saławat Jułajew Ufa (2009–2011)
- SKA Sankt Petersburg (2011–2015)
- Djurgårdens IF (2015-2016)
- ZSC Lions (2016-2017)
- Storhamar Dragons (2017)
- SKA Sankt Petersburg (2017-2018)
- Storhamar Dragons (2018-)

Wychowanek klubu Storhamar IL. Od 2011 roku zawodnik SKA Sankt Petersburg. W lutym 2013 przedłużył kontrakt z klubem o rok. W kwietniu 2014 przedłużył kontrakt z klubem o rok. Od kwietnia 2015 do marca 2016 ponownie zawodnik Djurgårdens IF. Od maja 2016 do kwietnia 2017 zawodnik ZSC Lions. Od maja 2017, po szesnastu latach, ponownie zawodnik macierzystego klubu ze Storhamar, w którym został kapitanem. Pod koniec listopada 2017 ponownie został graczem SKA. W maju 2018 wrócił do Storhamar.
Uczestniczył w turniejach mistrzostw świata w 2004, 2005, 2006, 2007, 2009, 2010, 2012, 2013, 2015, 2017, 2019 oraz zimowych igrzysk olimpijskich 2010, 2014, 2018.

## Sukcesy

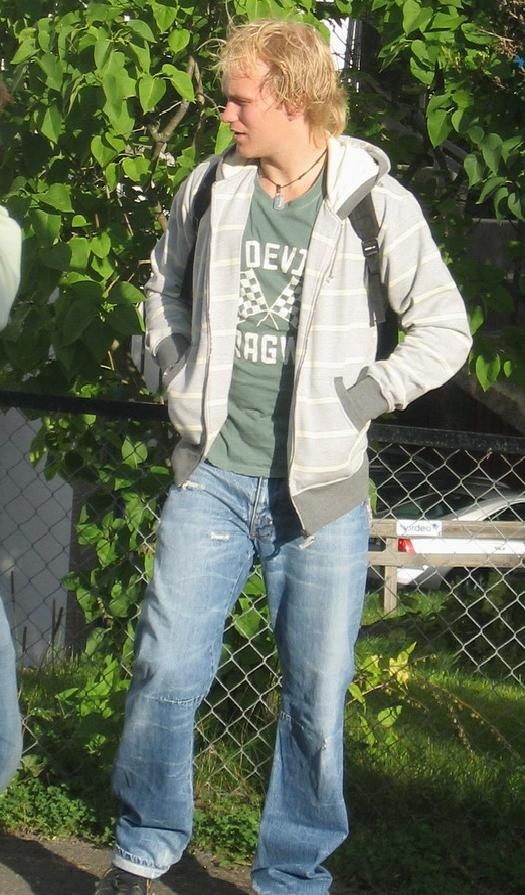
Patrick Thoresen (2007)

Klubowe
- Złoty medal mistrzostw Norwegii: 2000 ze Storhamar Dragons
- Złoty medal mistrzostw Rosji: 2011 z Saławatem Jułajew Ufa, 2015 ze SKA Sankt Petersburg
- Puchar Gagarina – mistrzostwo KHL: 2011 z Saławatem Jułajew Ufa, 2015 ze SKA Sankt Petersburg
- Puchar Kontynentu: 2013 ze SKA Sankt Petersburg
- Brązowy medal mistrzostw Rosji: 2013 ze SKA Sankt Petersburg

Indywidualne
- Mistrzostwa Świata Juniorów w Hokeju na Lodzie 2001/I Dywizja:
  - Trzecie miejsce w klasyfikacji asystentów turnieju: 4 asysty[10]
- CHL 2002/2003:
  - CHL Top Prospects Game
- QMJHL 2002/2003:
  - Pierwsze miejsce w klasyfikacji asystentów: 75 asyst
  - Frank J. Selke Memorial Trophy:
- National League A (2008/2009):
  - Mecz Gwiazd
- KHL (2009/2010):
  - Mecz Gwiazd KHL
  - Pierwsze miejsce w klasyfikacji +/- w sezonie zasadniczym: +45
  - Trzecie miejsce w klasyfikacji zwycięskich goli w sezonie zasadniczym: 7 goli
  - Piąte miejsce w klasyfikacji asystentów w fazie play-off: 9 asyst
  - Piąte miejsce w klasyfikacji kanadyjskiej w fazie play-off: 14 punktów
  - Najbardziej Wartościowy Gracz Sezonu (dla zawodnika legitymującego się najlepszym współczynnikiem w klasyfikacji "+,-")
- Mistrzostwa Świata w Hokeju na Lodzie 2010/Elita:
  - Jeden z trzech najlepszych zawodników reprezentacji
- KHL (2010/2011):
  - Mecz Gwiazd KHL
  - Drugie miejsce w klasyfikacji strzelców w sezonie zasadniczym: 29 goli
  - Trzecie miejsce w klasyfikacji asystentów w sezonie zasadniczym: 37 asyst
  - Drugie miejsce w punktacji kanadyjskiej w sezonie zasadniczym: 66 punktów
  - Trzecie miejsce w klasyfikacji asystentów w fazie play-off: 15 asyst
  - Czwarte miejsce w klasyfikacji kanadyjskiej w fazie play-off: 18 punktów
  - Trzecie miejsce w klasyfikacji +/- w fazie play-off: +11
- Mistrzostwa Świata w Hokeju na Lodzie 2010/Elita:
  - Jeden z trzech najlepszych zawodników reprezentacji
  - Skład gwiazd turnieju
- Mistrzostwa Świata w Hokeju na Lodzie 2012/Elita:
  - Drugie miejsce w klasyfikacji strzelców turnieju: 7 goli
  - Drugie miejsce w klasyfikacji asystentów turnieju: 11 asyst
  - Drugie miejsce w klasyfikacji kanadyjskiej turnieju: 18 punktów
  - Skład gwiazd turnieju
- KHL (2012/2013):
  - Jako pierwszy nierosyjski hokeista uzyskał 250 punktów w lidze KHL: styczeń 2013[11]
  - Czwarte miejsce w punktacji kanadyjskiej w sezonie zasadniczym: 51 punktów
  - Trzecie miejsce w klasyfikacji asystentów w fazie play-off: 11 asyst
- KHL (2014/2015):
  - Czwarte miejsce w klasyfikacji strzelców w fazie play-off: 9 goli
- Svenska Hockeyligan (2015/2016):
  - Drugie miejsce w klasyfikacji kanadyjskiej w sezonie zasadniczym: 48 punktów
- Mistrzostwa Świata w Hokeju na Lodzie 2017/Elita:
  - Jeden z trzech najlepszych zawodników reprezentacji w turnieju[12]

Wyróżnienia
- Gullpucken - hokeista Roku w Norwegii: 2009, 2012[13]